# Malnický rybník
Malnický rybník se rozkládal severně od Malnic. Jeho plocha je ohraničena na západě a východě silnicemi ze Skupic k osadě Celnice u Postoloprt a z Malnic do Března. Na severu se přibližuje zmíněné Celnici a železniční trati z Lovosic do Postoloprt. Založen byl ve 2. polovině 14. nebo počátkem 15. století, roku 1832 došlo k jeho vysušení. Rozkládal se přibližně na ploše 116 hektarů.

## Historie

Rybník na mapě I. vojenského mapování v roce 1764

Dobu založení rybníka lze určit jen přibližně. Nejstarší písemná zmínka o něm pochází ze srpna 1437. Tehdy císař Zikmund Lucemburský potvrdil městu Louny držbu Března a Malnic, kterých se zmocnily za husitských válek. Obě předtím patřily benediktinskému klášteru Porta Apostolorum (Brána apoštolů) v Postoloprtech, který husité v květnu 1420 vypálili. Příslušné místo zní v originálu: "K tomu také vsi Březen a Malnice s rybníkem pod Malnicí v svém loži položeném."

V průběhu doby se název rybníka proměňoval. Když si v roce 1559 Veitmilové dělili postoloprtské panství, byl rybník pojmenován "Starý zvaný též Svatojánský". První jméno vzniklo v souvislosti s tím, že rybník byl zřejmé mnohem starší než rybníky zakládané Veitmily na panství od počátku 16. století. Druhé pak, že rybník dosahoval k návrší, na němž stojí skupický kostel svatého Jana Křtitele. Je takřka jisté, že rybník byl založený postoloprtským  klášterem. Nebylo to nic neobvyklého, kláštery ve středověku je zakládaly běžně kvůli rybám, hlavní potravě řeholníků v dobách půstů. Kromě toho byly ryby výhodným obchodním artiklem. Když v roce 1600 kupoval postoloprtské panství Štěpán Jiří ze Šternberka, patřil do něj i "rybník řečený Malnický". Od té doby už mu tento název zůstal.

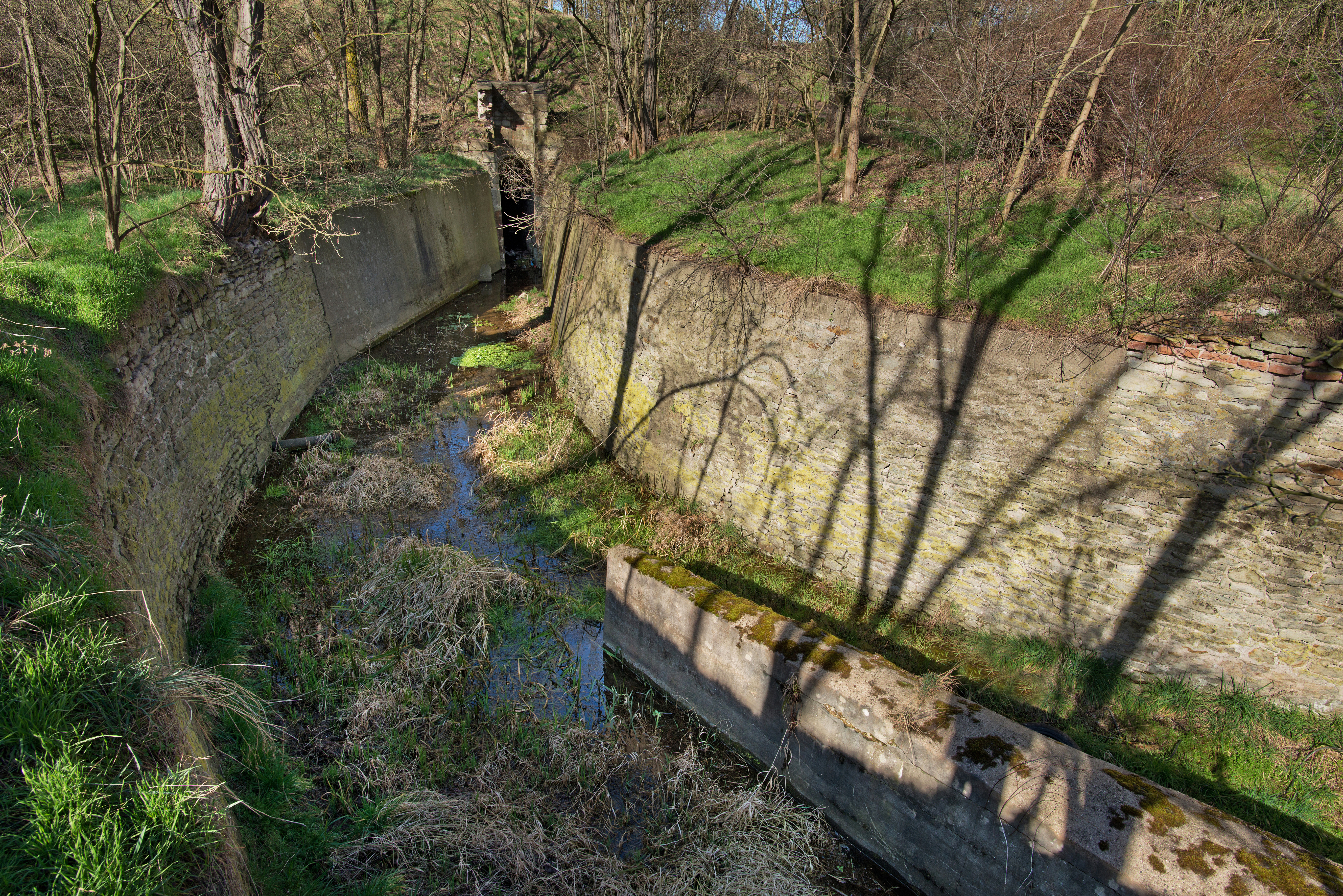
Odvodňovací kanál rybníka u Celnice

Údaje o rozloze rybníka se liší. Sommerova topografie z roku 1846 uvádí 156 jiter, tedy přibližně 90 hektarů, stejně jako Ponfiklova topografie z roku 1828. Ta uvádí tuto rozlohu prostřednictvím 468 měřic. Veselý v Dějinách postoloprtského panství píše o 201 jitrech (116 ha), zatímco Tutteho Vlastivěda konstatuje 146 hektarů. V roce 2001 poskytl Státní oblastní archiv v Třeboni, kde jsou uložené schwarzenberské písemnosti, postoloprtským radním údaj o 126 hektarech. Přeměření plochy rybníka na mapě odpovídá nejspíše Veselého údaji.
Potok nenapájela Hasina, která se před Malnicemi stáčí ke Skupicím a za nimi se vlévá do Ohře, nýbrž Lipenecký potok. Tak je na mapách z 19. století označena dnešní vodoteč, která se před Malnicemi od Hasiny odděluje a protéká plochou rybníka. Roku 1708 se rybník upravoval. V hrázi se prokopala nová, 240 metrů dlouhá výpusť ve formě tunelu. Tekoucí voda se u Celnice vlévala do Ohře.
V první třetině 19. století se rybník pomalu měnil v bažinu. Hejna komárů způsobovala obyvatelům okolních vesnic malárii. Proto bylo rozhodnuto o jeho vysušení. Poslední výlov se konal v roce 1832. Plocha rybníka se začala využívat jako pole. Půda bohatá na humus umožňovala pěstování cukrové řepy, obilí, různých druhů zeleniny a zejména chmele, který se na tomto území pěstuje stále. 
Na začátku 21. století se uvažovalo o obnově rybníka, k akci však nedošlo.  